# Witte Bergen (natuurgebied)
De Witte Bergen is een zandverstuiving in natuurgebied Postiljonheide van het Goois Natuurreservaat bij Laren. Het gebied ligt aan de noordzijde van een aansluiting met de A1 met dezelfde naam. Aan de zuidzijde van de A1 ligt hotel De Witte Bergen.
De Witte Bergen bestaat uit stuifzand, bebossing en heide. Het gebied is genoemd naar de witte stuifduinen en vormen het landschappelijk hoogtepunt van de Postiljonheide. Tot eind de negentiende eeuw liepen de 'Witte Duinen' via de Zuiderheide en 't Bluk helemaal door tot aan het Laarder Wasmeer. In de loop der jaren raakten de stuifzanden begroeid met heide en later bos. Landinwaarts gelegen stuifduinen zijn in heel West-Europa zeldzaam geworden.

## Afbeeldingen

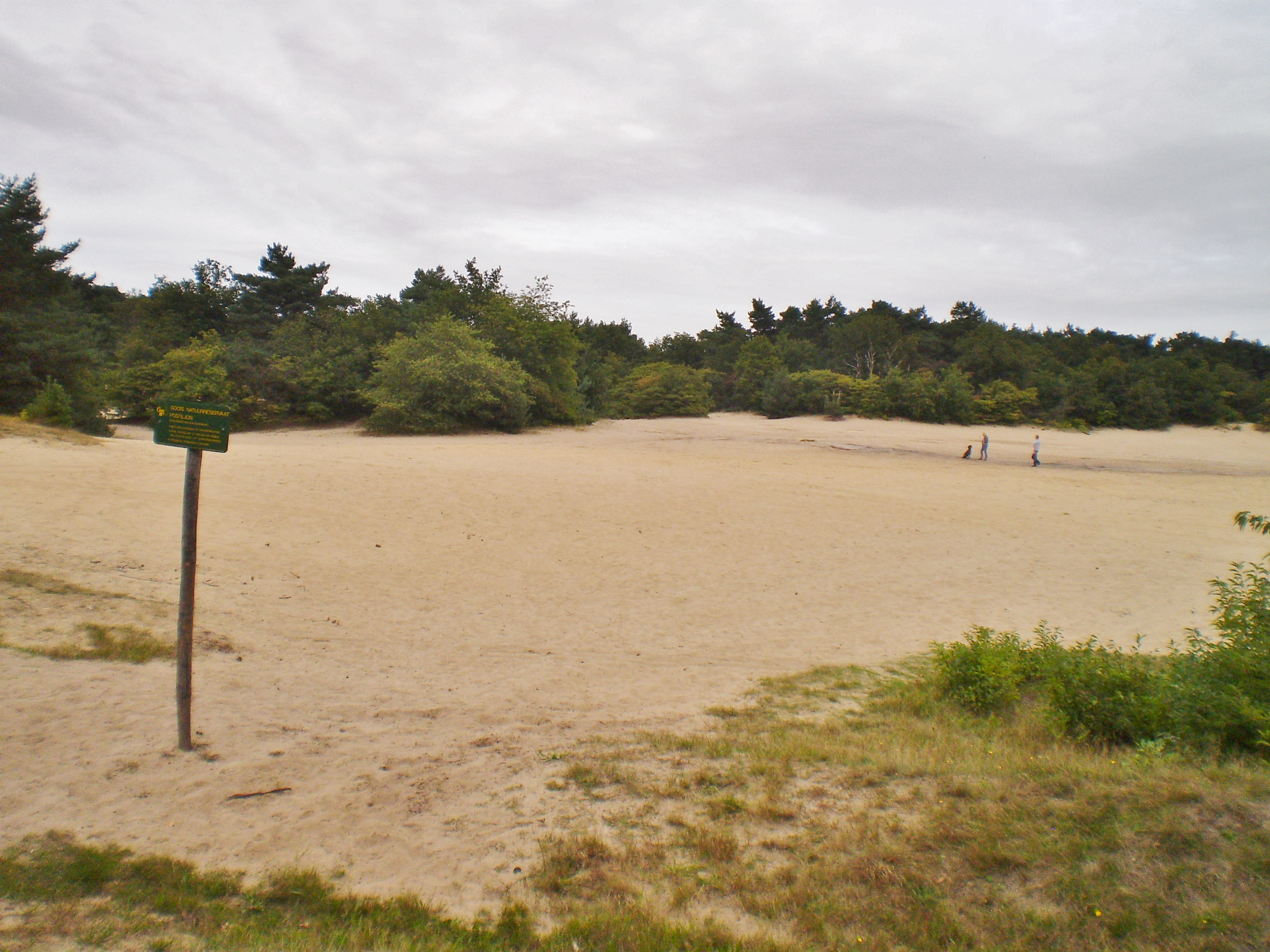
Witte Bergen, 2015